# Илларионов, Игорь Вячеславович
Игорь Вячеславович Илларионов (25 августа 1913, Скобелев, Ферганская область, Российская империя — 27 июня 2008, Москва, Россия), советский организатор оборонной промышленности, генерал-полковник. Доктор технических наук (1983), почётный член Российской академии космонавтики имени К. Э. Циолковского (1994).

## Биография

Могила Илларионова на Троекуровском кладбище Москвы.

Русский. Поступил в Московский электромашиностроительный институт (затем Московский институт связи), который окончил в 1937 году как Московский институт инженеров связи.
Перед войной работал в Литве. Член ВКП (б) с 1940 года.
В РККА с 1941 года - призван Могилевским РВК г. Могилев. Участник Великой Отечественной войны с июля 1941 года, воевал на Брянском фронте. Помощник начальника отд. связи УК БТ и МВ Брянского фронта, позднее - начальник связи 78-й отдельной Невельской танковой бригады. Победу встретил в звании майора.
В 1945—1955 годах — работал на Кунцевском заводе № 304 (Московский радиотехнический завод), участвовал в создании Московской системы ПВО.
В 1955—1957 годах — главный инженер 4-го Главного управления Министерства оборонной промышленности.
В 1958—1965 годах — помощник заместителя Председателя Совета министров СССР Д. Ф. Устинова.
В 1965—1976 годах — помощник секретаря ЦК КПСС Д. Ф. Устинова. В 1972 году входил в рабочую группу ЦК КПСС по подготовке советско-американских переговоров.
В 1976 году с назначением Д. Ф. Устинова министром обороны СССР И. В. Илларионову присвоено звание генерал-майора и он назначен помощником министра обороны СССР — генералом для особых поручений.
В 1984—1987 годах — помощник министра обороны Сергея Леонидовича Соколова, а после его отставки — Дмитрия Тимофеевича Язова.
В 1987 году Игорь Илларионов был уволен в отставку в звании генерал-полковника.
В 1994 году Илларионов был избран Почётным членом Российской академии космонавтики имени К.Э. Циолковского.
27 июня 2008 года Игорь Вячеславович Илларионов скончался в Москве, где жил последние годы жизни. Похоронен на Троекуровском кладбище (уч. № 14).

## Отзывы о Илларионове
Генерал армии Валентин Иванович Варенников в своих воспоминаниях писал: 

Помощниками у Д. Ф. Устинова были И. В. Илларионов и С. С. Турунов. Оба работали с Д. Ф. многие десятки лет, были ему преданы до мозга костей и отлично разбирались в технических вопросах, т. е. в том, что являлось для Устинова главной специальностью. Что касается военного дела... со временем, будучи опытными и развитыми людьми, они, конечно, повысили свои знания, изучая основополагающие документы. Забегая вперед, могу вполне уверенно сказать, что их познания в военной области были значительно выше, чем у их шефа.— Валентин Варенников «Неповторимое», книга 4

## Награды
- 2 ордена Ленина (1958, 1978)
- 2 ордена Октябрьской Революции (1973, 1986)
- 4 ордена Трудового Красного Знамени (1954, 1961, 1966, 1971)
- 2 ордена Отечественной войны I степени (1945[4], 1985)
- орден Красной Звезды (1943)[5]

## Интересные факты
- Игорь Илларионов является одним из немногих награждённых двумя орденами Октябрьской Революции.